# Robert Schelander
Robert Schelander (* 1960 in Klagenfurt) ist ein österreichischer evangelischer Theologe und Religionspädagoge.

## Leben
Er studierte evangelische Theologie in Wien, Edinburgh und Tübingen, mit Exkursionen in andere Studienfächer: Mathematik, Landwirtschaft, Judaistik. Ab 1983 absolvierte er ein Doktoratsstudium Evangelische Theologie in Tübingen und Wien. Er war ab 1987 Universitätsassistent in Wien und ab 1997 Universitätsdozent in Wien. Nach der Promotion zum Dr. theol. an der Universität Wien 1992 und der Habilitation 1997 im Fach Religionspädagogik ebenda lehrt er dort als außerordentlicher Universitätsprofessor.

## Schriften (Auswahl)
- Religionstheorie und Reformbewegung. Eine Untersuchung zur liberalen Religionspädagogik. Würzburg 1993, ISBN 3-9800234-9-4.
- als Herausgeber mit Ulrich Körtner: GottesVorstellungen. Die Frage nach Gott in religiösen Bildungsprozessen. Gottfried Adam zum 60. Geburtstag. Wien 1999, OCLC 1068802133.
- als Herausgeber mit Gottfried Adam: Jakob Glatz. Theologe, Pädagoge, Schriftsteller. Göttingen 2010, ISBN 978-3-89971-709-9.
- als Herausgeber: Der Religionspädagogik auf der Spur. Festgabe für Gottfried Adam zum 70. Geburtstag. Wien 2010, ISBN 978-3-643-50124-0.